# 치치 (축구인)
아데노르 레오나르두 바시(포르투갈어: Adenor Leonardo Bacchi, 1961년 5월 25일 ~ )는 흔히 치치(Tite)라는 이름으로 잘 알려져 있는 브라질의 전 축구 선수이자 현 축구 감독이다.
2012년 일본에서 개최된 FIFA 클럽 월드컵 2012 결승전에서 첼시를 누르고 코린치앙스의 우승을 이끌었다.
현역 시절에는 국가대표로 선발된 적이 없으나, 2016년 코파 아메리카 탈락의 여파로 해임된 둥가의 후임으로 브라질의 감독을 맡아 2022년 FIFA 월드컵까지 이끌었다.
2022년 FIFA 월드컵을 마감한 후 브라질 축구 국가대표팀 감독에서 물러난 그는 대한민국 축구 국가대표팀의 감독 제안을 받았으나 거절했으며, CR 플라멩구로 자리를 옮겼다.

## 국가대표팀
- 2018 FIFA 월드컵 - 8강
- 2019 코파 아메리카 - 우승
- 2021 코파 아메리카 - 준우승
- 2022 FIFA 월드컵 - 8강

## 경력

#### 베라노폴리스
- 캄페오나투 가우슈 - 세군다 디비장 : 1993

#### 카시아스
- 캄페오나투 가우슈 : 2000

#### 그레미우
- 캄페오나투 가우슈 : 2001
- 코파 두 브라실 : 2001

#### 인테르나시오나우
- 코파 수다메리카나 : 2008
- 캄페오나투 가우슈 : 2009
- 수루가 뱅크 챔피언십 : 2009

#### 코린치안스
- 캄페오나투 브라실레이루 세리 A : 2011, 2015
- 코파 리베르타도레스 : 2012
- 레코파 수다메리카나 : 2013
- 캄페오나투 파울리스타 : 2013
- FIFA 클럽 월드컵 : 2012

#### 브라질 국가대표팀
- 코파 아메리카 : 우승 (2019), 준우승 (2021)

### 개인
- 남아메리카 올해의 감독 : 2017
- 코파 리베르타도레스 올해의 감독 : 2012
- 코파 수다메리카나 올해의 감독 : 2008
- 레코파 수다메리카나 올해의 감독 : 2013
- 캄페오나투 브라실레이루 세리 A 올해의 감독 : 2015
- 브라질 축구 올해의 감독 : 2011, 2015